# Jussi Björling

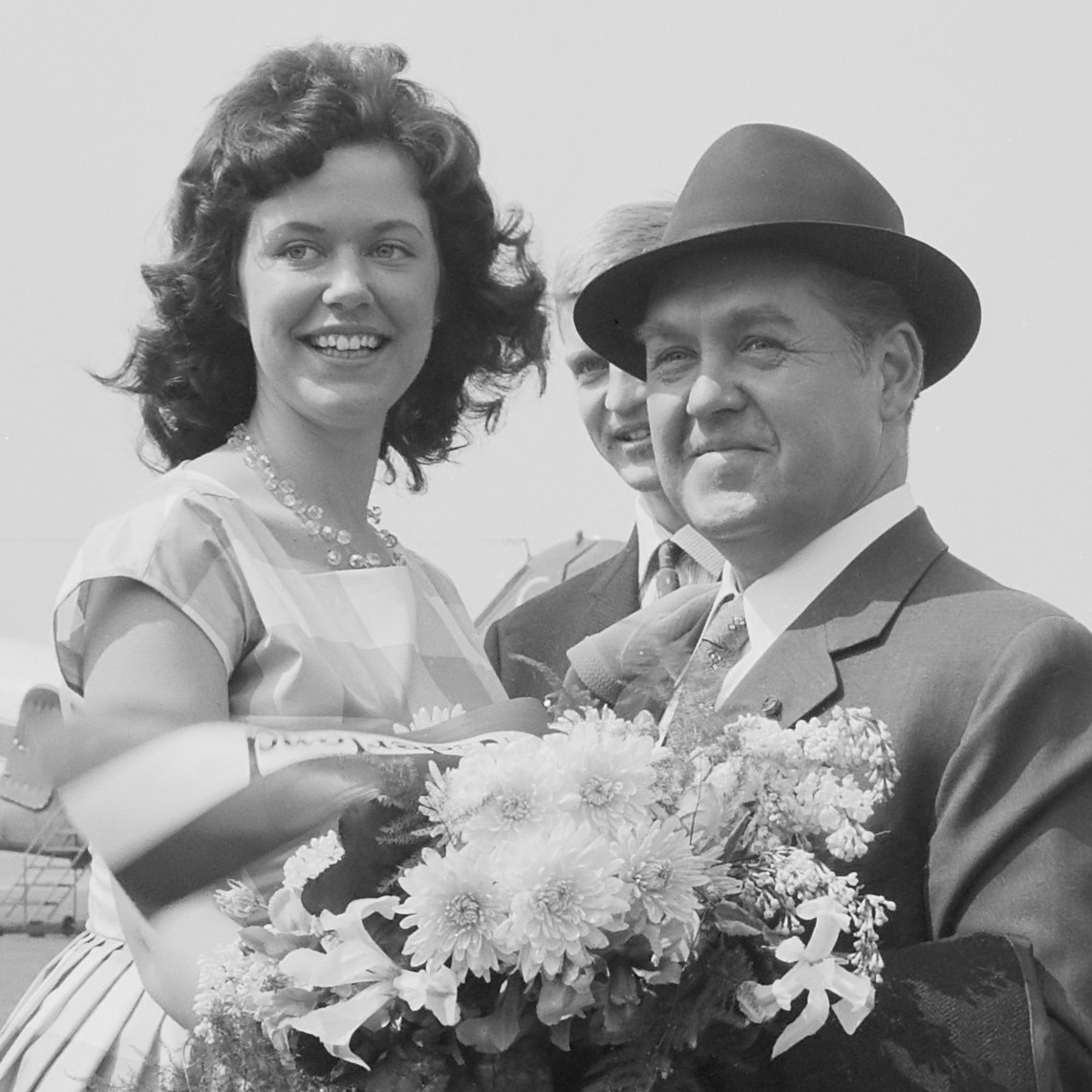
Jussi Björling und Nora de Wit (1960)

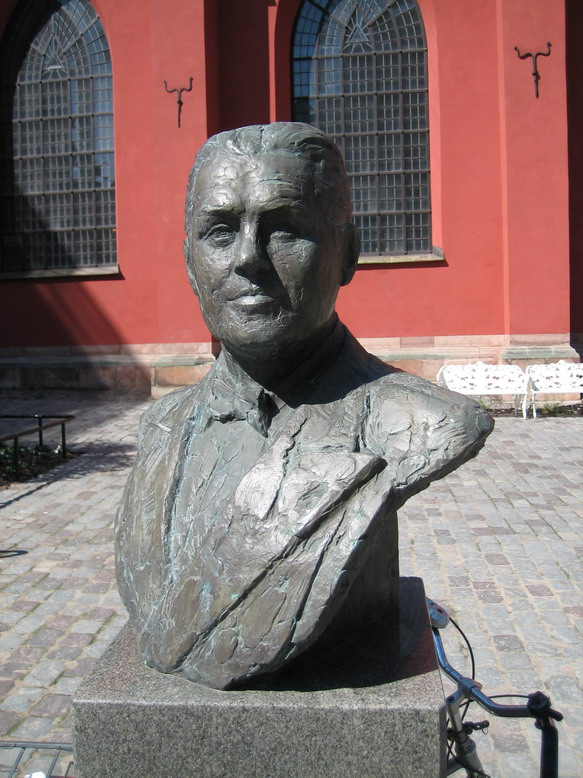
Jussi Björlings Büste von Pieter de Monchy 1961

Jussi Björling (eigentlich: Johan Jonatan Björling; Vorname finnisch [ˈjusːi], Nachname schwedisch [ˈbjœːrlɪŋ]; * 5. Februar 1911 in Stora Tuna, Borlänge (Dalarna), Schweden; † 9. September 1960 auf Siarö, Gemeinde Österåker) war ein schwedischer Opernsänger in der Stimmlage Tenor. Er gilt als einer der führenden Sänger des 20. Jahrhunderts.

## Leben und Karriere
Johan Jonatan Björling wurde am 5. Februar 1911 als zweiter von vier Söhnen von Karl David Björling (1873–1926) und seiner Frau Ester Elisabet, geb. Sund (1882–1917), in der Magsinsgatan in Stora Tuna in der schwedischen Provinz Dalarna geboren. Das Kirchenbuch gab fälschlicherweise den 2. Februar als Geburtsdatum an, den Jussi Björling selbst aber als seinen Geburtstag feierte.  Den Vornamen „Jussi“ hatte seine finnische Großmutter eingeführt. Björlings Vater muss ebenfalls über eine klangschöne Stimme verfügt haben, die allerdings auf keiner Aufnahme überliefert zu sein scheint.
Als Gesangspädagoge, der auch einen Leitfaden zur Stimmbildung verfasste, sah er seine wesentliche Aufgabe in der Ausbildung seiner Söhne Karl Johan Olof „Olle“ (1909–1965), Karl Gustav „Gösta“ (1912–1957) und vor allem Jussi, durch deren Auftritte aber auch der Lebensunterhalt der Familie bestritten wurde.
Jussis Mutter starb 1917 kurz nach der Geburt des vierten Sohnes Karl David (1917–1975). Von Oktober 1919 bis April 1921 reisten die verbliebenen Björlings durch die USA. Dabei traten Jussi und seine Brüder unter der Leitung ihres Vaters mit Gesangsdarbietungen vor schwedischen Auswanderern auf. Vermutlich im Februar 1920 entstanden in New York die ersten Aufnahmen, auf denen Jussi Björlings Stimme – damals noch ein Knabensopran – zu hören ist. In den mittleren zwanziger Jahren waren die älteren Brüder auch schon mit Solonummern in den Konzerten zu hören.
Im August 1926 löste sich das Quartett in der Provinz Schonen nach dem plötzlichen Tode des Vaters auf. In Ystad wurde dem fünfzehnjährigen Jussi eine Stelle als Verkaufsgehilfe in einem Haushaltswarengeschäft von Bekannten vermittelt; daneben versuchte er, sich etwas Geld bei Gesangsauftritten zu verdienen. In dieser Zeit wurde seine stimmliche Begabung auch von einem Opern liebenden Apotheker entdeckt. Dieser kannte Vater David und war zudem befreundet mit John Forsell, berühmter Bariton und zu der Zeit Leiter der Königlichen Oper Stockholm. Diesen machte er auf den höchst talentierten Sohn des Forsell ebenfalls bekannten David Björling aufmerksam (Quelle: Biografie 'Jussi'). Im August 1928 sang Jussi am Stockholmer Konservatorium vor und wurde sofort aufgenommen (hier lernte er auch seine spätere Ehefrau Anna-Lisa Berg kennen), sein Lehrer war John Forsell. Björling hatte seinen ersten Auftritt als professioneller Opernsänger am 28. Juli 1930 in der kleinen Rolle des Lampenanzünders in Manon Lescaut; sein offizielles Debüt war wenig später im August als Don Ottavio in Don Giovanni. Im Jahre 1934 begann dann die jahrzehntelange Tradition der Open-Air-Auftritte in den Stockholmer Vergnügungsparks Gröna Lund und Skansen.
Bereits 1931 hatte er seinen ersten Auslandsauftritt im Tivoli Kopenhagen. Seine internationale Laufbahn begann 1936 an der Wiener Staatsoper und in Prag. Im Frühjahr 1937 folgte eine längere Tour durch Mitteleuropa: erneut in Wien und auch in Deutschland (Nürnberg, Dresden und Deutsches Opernhaus Berlin). Im Herbst 1937 war er erstmals als Tenor in den USA zu hören (Carnegie Hall New York); am 24. November 1938 gab er sein Debüt an der Metropolitan Opera als Rodolfo in La Bohème. Für mehr als 20 Jahre war er einer der führenden Tenöre an der Met und sang – mit Ausnahme der Kriegsjahre ab 1941 – fast jedes Jahr in den USA. Dreimal hat er in der Opening Night der Met gesungen (1940: Un ballo in maschera; 1950: Don Carlos bei Amtsantritt von Rudolf Bing; 1953: Faust).
Abgesehen von Stockholm blieben Auftritte in anderen europäischen Opernhäusern weiterhin die Ausnahme. In Deutschland hat er nach dem Zweiten Weltkrieg nur 1950 in Berlin in einer RIAS-Sendung und 1954 in Stuttgart (La Bohème) gesungen.
Jussi Björling war mit Sängerin Anna-Lisa Björling, geb. Berg (1910–2006), verheiratet, die seit 1947 oftmals als Gesangspartnerin in Konzerten sowie in etlichen Opernaufführungen wirkte. Mit ihr hatte er drei Kinder: Anders (* 1936), Lars-Olaf (* 1939) und Ann-Charlotte (* 1943). Aus einer früheren Verbindung mit Linnea Hellström (1907–1953) stammt sein erster Sohn, der spätere Tenor Rolf Björling (1928–1993).

## Ende der Karriere
Im Jahre 1953 zeigten sich erstmals Stimmprobleme (Laryngitis). In den folgenden Jahren kam eine Herzerkrankung hinzu, so dass er immer wieder für einige Zeit aus gesundheitlichen Gründen auf Auftritte verzichten musste. Aufnahmen aus den Jahren 1958 und 1959 lassen ein Nachlassen der Stimmqualität erkennen. Im Sommer 1959 musste sich Björling in eine längerfristige Heilbehandlung begeben. Offiziell war von einer akuten Herzerkrankung die Rede; erst Jahrzehnte später sickerte durch, dass es sich dabei auch um einen Alkoholentzug gehandelt hatte. Der stets von Selbstzweifeln geplagte Björling hatte in zunehmendem Maße zum Alkohol gegriffen, um, wie die Sopranistin Elisabeth Söderström berichtete, dem enormen Erwartungsdruck durch das Publikum standzuhalten.
Vom 16. November bis 22. Dezember 1959 (Cavalleria rusticana) sang er seine letzten acht Vorstellungen an der Met, zum Teil mit akuten Herzproblemen während der Aufführungen. Wie in Live-Mitschnitten zu hören, ist er jedoch bestens bei Stimme. Nach einer weiteren Erholungszeit kehrte Björling im Frühjahr 1960 auf die Bühne zurück. Bei seinem Auftritt als Manrico in Verdis Troubadour an der Königlichen Oper zu Stockholm Anfang März präsentierte sich der Sänger mit einer beinahe jugendlich frischen, völlig schlackenfreien Stimme (wie in einem Live-Mitschnitt zu hören). Am 15. März erlitt er kurz vor einer von der Königinmutter besuchten Aufführung von La Bohème am Royal Opera House in Covent Garden einen Herzinfarkt, wollte aber unbedingt die Partie vor „Queen Mom“ singen. Er muss sich durchaus bewusst gewesen sein, dass er hierbei mit seinem Leben spielte, denn nur wenige Tage zuvor war sein oftmaliger Baritonpartner Leonard Warren auf offener Bühne der Met während einer Vorstellung von La forza del destino an einem Herzanfall gestorben.
In dieser Zeit begannen konkrete Planungen für seinen ersten Auftritt in Verdis Otello. Er hatte bereits 1951 mit seinem langjährigen Bühnenpartner Robert Merrill das sog. Schwur-Duett aus dieser Oper eingespielt, das als Referenzaufnahme in die Schallplattengeschichte eingegangen ist. Im Juni 1960 sang er mit Leontyne Price für Plattenaufnahmen (unter Fritz Reiner) in Verdis Requiem. Im Sommer gab er in Schweden wieder die von großen Menschenmengen besuchten öffentlichen Konzerte. Es ist anzunehmen, dass er sich auch hierbei gesundheitlich übernahm, so dass er sich abermals, und diesmal endgültig, zurückziehen musste und einige Wochen später starb.

## Nachleben und Wirkung
Sein Leben und seine Karriere sind in der Biografie „Jussi“ von seiner Witwe Anna-Lisa (verstorben im November 2006) unter Kooperation mit Andrew Farkas in allen Höhen und Tiefen beschrieben worden.
Die Stadt Borlänge hat ihrem berühmten Sohn ein Museum eingerichtet mit vielen Dokumenten aus seinem Leben sowie einem Museumsshop: lt. John Steane, dem englischen Musikkritiker, das beste Sängermuseum der Welt (Gramophone 12/2004).
In Deutschland blieb Björling zu Lebzeiten jedoch weitgehend unbekannt im breiten Publikum. Dieses schätzte vor allem Sänger wie Mario del Monaco und Giuseppe Di Stefano, die genuin italienisches Temperament und italienische Gesangskunst verkörperten. Einem Skandinavier hingegen traute man allgemein nicht zu, Verdi oder Puccini mit derselben Leidenschaft singen zu können. Zu der größeren Bekanntheit der beiden Italiener mag auch beigetragen haben, dass sie mit den beiden großen rivalisierenden Primadonnen Maria Callas und Renata Tebaldi auf Schallplatten zu hören waren. Björling sang zumeist mit Met-Spitzenkräften Zinka Milanov, Robert Merrill und Leonard Warren.
Björling hat in Deutschland eigentlich erst nach seinem Tode (und hier nach Einführen der CD) die Würdigung erfahren, die er in den angelsächsischen Ländern bereits zu Lebzeiten hatte: Einer der führenden Sänger des 20. Jahrhunderts gewesen zu sein.

## Stimme und Repertoire
„Die Stimme war von überragender Qualität. Sie besaß den Eigenreiz eines unverkennbaren silbrigen Timbres und, bei mittlerem Volumen, große Schallkraft und eine wundervoll leicht ansprechende Höhe. Er konnte H, C, und selbst das Cis ansatzlos attackieren: Die Töne kamen wie von einem Sprungbrett abgewippt.“ (zit. nach Jürgen Kesting, Die großen Sänger)
Björling hatte zweifellos eine der klangschönsten Stimmen des 20. Jahrhunderts. Er wurde gerühmt für seine große Musikalität und seine vollendete Technik, mit der er auch höchste Töne scheinbar mühelos singen konnte. Als einzige Schwäche wird sein geringes Darstellungstalent angesehen. Neben Jussis charakterlicher Veranlagung (er wird von seinen Freunden als eher scheu und zurückhaltend beschrieben) mag hier auch Vater Björling einigen Einfluss gehabt haben, der bei der Ausbildung seiner Jungen allerhöchsten Wert auf saubere Gesangsdarbietung gelegt haben soll. Von vielen Gesangspartnern und auch Kritikern wird angemerkt, Björling habe mit der Stimme agiert, und nicht von ungefähr hat der Westdeutsche Rundfunk Köln eine Gedenksendung über ihn betitelt mit 'Glut unter dem Eis'. Elisabeth Söderström pflegte zu sagen, dass man auf der Bühne neben Björling eben besser zu singen pflegte, so sehr färbte sein meisterhafter Gesangsstil ab.
Jussi Björling ist einer der wenigen Sänger des 20. Jahrhunderts, der gleichermaßen von der Fachwelt wie auch von einem breiten Publikum – vor allem in den USA, jedoch nicht in Deutschland – uneingeschränkt anerkannt und geschätzt wurde. Es dürfte keinen Tenor, zumal des italienischen Fachs, geben, der sich nicht an Jussi Björling quasi als Leitfaden für Intonation und glanzvolle
Stimmführung orientiert hätte, von Pavarotti bis hin zu Joseph Calleja.
Björling hatte nachweislich (Quelle: Jussi Björling Museum Borlänge) über 2.000 öffentliche Auftritte und hat dabei in über 900 Opernvorstellungen gesungen (davon 660 an der Königlichen Oper Stockholm und 119 an der Met). Sein Repertoire umfasste 55 Partien, es wurde fast ausschließlich in den Jahren vor der Weltkarriere erarbeitet. Nach dem Zweiten Weltkrieg hat er nur noch „Don Carlo“ (1950 zur Eröffnungsvorstellung von Rudolf Bing als General Manager der Met) und „Manon Lescaut“ (1949) hinzugefügt. In seinen wenigen Aufnahmen aus dem deutschen Repertoire hat er entweder schwedisch gesungen (Bildnisarie aus „Die Zauberflöte“ oder Gralserzählung aus „Lohengrin“) oder im international üblichen Italienisch bei 'Ach so fromm' aus „Martha“.
In den Zeiten seiner Weltkarriere hat er sich auf etwa ein Dutzend Partien beschränkt. Die Opern des ital. Repertoires sind zumeist in Studio-Einspielungen vorhanden, die des französischen Repertoires nur in Live-Mitschnitten aus der Met.
Björling war auch ein sehr aktiver Liedsänger. Es gab nur wenige Tenöre in seiner Zeit, die Konzertprogramme mit Liedern deutscher und skandinavischer Komponisten gestalteten mit der einen oder anderen Opernarie als Konzession an das Publikum oder als 'Encore'. In dieser Kategorie existieren auch einige deutsch gesungene Aufnahmen Björlings (darunter die von Jürgen Kesting hochgelobte Einspielung von Beethovens „Adelaide“ aus dem Jahr 1939). Es sind vor allem einige Franz-Schubert- und Richard-Strauss-Lieder, die der Sänger zwar etwas unidiomatisch, aber unvergleichlich atmosphärisch darbietet. Noch im Sommer 1959 hat er bei seinen Open-Air-Konzerten in Gröna Lund mehrere Lieder dieser beiden Komponisten im Programm gehabt (die letzten Studioaufnahmen deutscher Lieder stammen aus 1952).

## Diskographie
Es gibt nur wenige Sänger, die über ihre gesamte Laufzeit so umfangreich klanglich dokumentiert sind. Björling hat dabei die Entwicklung der Aufnahmetechnik vom Trichter bis zur Stereophonie „hautnah“ miterlebt. Bei seinen ersten Aufnahmen von 1920 als Knabensopran musste er noch zusammen mit seinen Brüdern – wie auch weiland Caruso – nach dem akustischen Aufnahmesystem in den Schalltrichter singen für Schellackplatten. Als junger Tenor sang er dann nach dem elektrischen Verfahren (ebenfalls noch für Schellackplatten) mit dem Mikrofon (Erfahrung mit dem Mikrofon hatte er bereits ein Jahr früher in seiner ersten Radiosendung im März 1928 machen können). Wenige Jahre vor seinem Tode war er bei Einführen der Stereophonie mit einer der ersten, der nach diesem neuen Verfahren sang.
Seine erste veröffentlichte Aufnahme (Torna a Surriento von de Curtis) datiert vom 18. Dezember 1929, die erste Opernaufnahme stammt vom 12. Mai 1930 (Ah! lève-toi soleil aus „Roméo et Juliette“). Beide wurden also bereits vor seinem ersten Bühnenauftritt im zarten Alter von 18 resp. 19 Jahren gemacht. Er hat in den frühen 30er Jahren regelmäßig mehrere Aufnahmesitzungen im Jahr gehabt; in 1932/33 wurden sogar zehn Schlagertitel unter dem Pseudonym 'Erik Odde' herausgebracht.

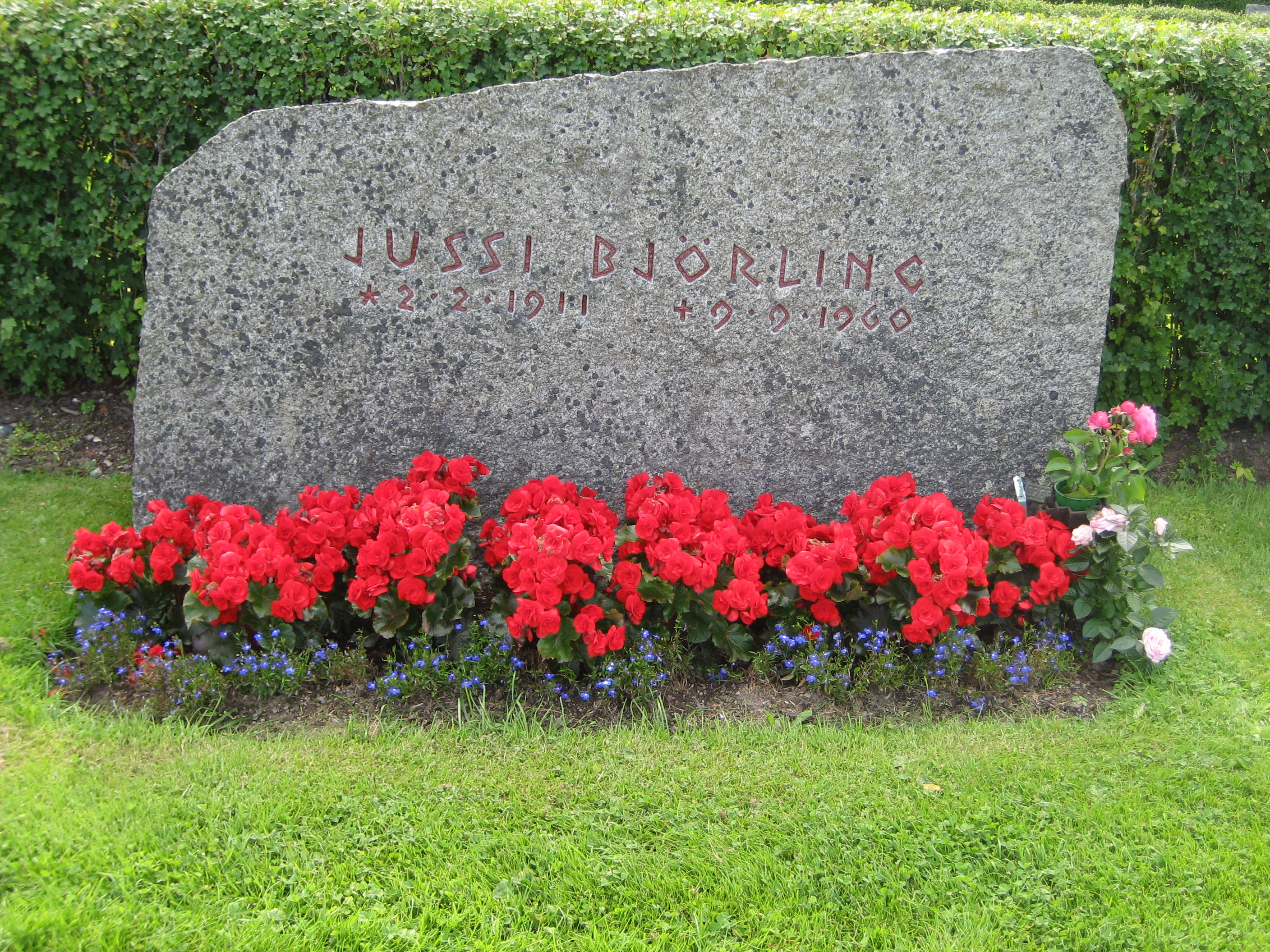
Jussi Björlings Grab in Stora Tuna

Im Dezember 1936 wurden zur Unterstützung seiner internationalen Karriere die ersten Opernaufnahmen in italienischer Originalsprache produziert. Björling war der erste schwedische Sänger, der einen Vertrag für den Weltkatalog von 'His Master's Voice' erhielt.
1952 wurde die erste Operngesamtaufnahme („Il Trovatore“) mit ihm eingespielt, nunmehr von seiner neuen Vertragsfirma RCA. Es folgten nun fast jährlich neue Gesamtaufnahmen; einige von ihnen (z. B. „Aida“, „La Bohème“, „I Pagliacci“ und vor allem „Il Trovatore“) sind von Kritikern benannt worden als Aufnahmen für die berühmte 'einsame Insel'. Daneben wurden weiterhin regelmäßig Arien- und Liedaufnahmen gemacht. 1959 erhielt er den Grammy für sein Solo-Album 'Björling in Opera'.
Alle Studioproduktionen von Operngesamtaufnahmen mit Björling bei RCA (und die späteren bei EMI und DECCA) waren -zumeist kurz nach ihrer Einspielung- auf dem deutschen Markt ebenso veröffentlicht worden wie eine Anzahl seiner Recitals. Die Live-Mitschnitte seiner Auftritte an der Met sowie anderes Live-Material war zumeist über Importdienste erhältlich.
Nach seinem Tode erschienen von Zeit zu Zeit „In-Memorium“-Platten seiner früheren Vertragsfirmen sowie etliches Material mit schwedischen Liedern und von seinen Live-Auftritten in Gröna Lund (vor allem durch: Bluebell of Sweden). 1968 erschien beim DDR-Schallplattenlabel Eterna eine LP mit Aufnahmen Björlings, vornehmlich aus italienischen Opern; einige Titel sang er dabei auf Schwedisch (Eterna 8 20 829). Die Zahl der im Handel erhältlichen Aufnahmen nahm mit der Zeit aber immer mehr ab und zu Ende der Vinylzeit gab es auf dem deutschen Markt lediglich ein Schallplattenalbum Björlings; es stammte bezeichnenderweise von einem marktfremden Unternehmen: dem Ullstein-Verlag.
Nach der Einführung der CD hat sich die Situation völlig geändert. Neben den Studio-Aufnahmen des Sängers sind heute auch fast alle Live-Aufnahmen veröffentlicht worden, auch wenn sie nicht ständig im Handel erhältlich sind (aber beziehbar über das Ausland und entsprechende Versanddienste). Unter den Live-Aufnahmen befinden sich mit „Un ballo in maschera“ und „Roméo et Juliette“ auch zwei 'Lieblinge' von Björling, von denen es keine Studioproduktionen mit ihm gibt.
In kaum einer der vielen Zusammenstellungen à la 'Great Voices of the Past' oder 'Legendary Tenors' fehlt heute Björling. Großer Beliebtheit erfreuen sich dabei nicht zuletzt die als mustergültig bezeichneten Tenor-Bariton-Duette mit seinem langjährigen Partner an der Metropolitan Opera, Robert Merrill aus „Macht des Schicksals“, „Don Carlo“, „Otello“, „La Bohème“ und „Die Perlenfischer“ ('Au fond du temple saint' wurde im Übrigen in die 'Hall of Fame' aufgenommen).

## Trivia
In Schweden ist Björling immer noch äußerst populär. So hört Henning Mankells Kommissar Wallander immer wieder Aufnahmen von Björling, der einige Zeit an Wallanders Wirkungsstätte Ystad lebte; Mankell hat sogar Wallanders Hund „Jussi“ genannt.
Der dänische Schriftsteller Jussi Adler-Olsen, der eigentlich Carl Valdemar Henry Adler-Olsen heißt, verdankt Björling seinen Vornamen. Seit Adler-Olsen drei Monate alt war, wurde er Jussi genannt, nach dem berühmten Opernsänger Jussi Björling, der von seiner Mutter sehr verehrt wurde. Auf seiner deutschen Website erzählt Jussi Adler-Olsen dazu folgende Anekdote:

„Als ich sechs Jahre alt wurde und in die Schule kommen sollte, nahm mich mein Vater eines Tages zur Seite und sagte: »Jussi, Du solltest Dir im Klaren darüber sein, dass wenn sie in der Schule Carl sagen, sie Dich meinen.« Ich ahnte nicht, dass das mein Name war. Ich brach darüber komplett zusammen und weigerte mich, in die Schule zu gehen. So bekam ich einen Königsbrief und kam dazu, Jussi zu heißen. Und seither habe ich mich nur so genannt.“